# Emily Scarratt
Emily Scarratt (8 de fevereiro de 1990) é uma jogadora de rugby sevens britânica.

## Carreira
Scarratt integrou o elenco da Seleção Britânica Feminina de Rugbi de Sevens nos Jogos Olímpicos Rio 2016, que foi quarta colocada.